# Austrochilus newtoni
Austrochilus newtoni is een spinnensoort uit de familie Austrochilidae. De soort komt voor in Chili.